# Clarence (Nouvelle-Zélande)
Pour les articles homonymes, voir Clarence.
Clarence est une petite localité de la région de Marlborough, située dans l’Île du Sud de la Nouvelle-Zélande.

## Toponymie
Elle fut nommée ainsi d’après le nom du roi Guillaume IV, qui, avant son accession au trône était Duc de Clarence.

## Situation
Elle siège sur le trajet de la State Highway 1, à 30 kilomètres au nord de la ville de Kaikoura, près de l’embouchure du fleuve Clarence.

## Autres lectures
- A. W. Reed, The Reed Dictionary of New Zealand Place Names, Auckland, Reed Books, 2002 (ISBN 0-7900-0761-4)

- New Zealand Gazetteer